# Olympische Sommerspiele 1964/Teilnehmer (Portugal)
| Gelbes Symbol für Goldmedaillen mit stilisierten Olympischen Ringen | Graues Symbol für Silbermedaillen mit stilisierten Olympischen Ringen | Braundes Symbol für Bronzemedaillen mit stilisierten Olympischen Ringen |
| ------------------------------------------------------------------- | --------------------------------------------------------------------- | ----------------------------------------------------------------------- |
| —                                                                   | —                                                                     | —                                                                       |

Portugal nahm an den Olympischen Sommerspielen 1964 in der japanischen Hauptstadt Tokio mit einer Delegation von 20 Sportlern, 19 Männer und eine Frau, teil.

## Teilnehmer nach Sportarten

### Judo
- Fernando Costa Matos
Mittelgewicht: 9. Platz

### Leichtathletik
- João de Rocha
100 Meter: Vorläufe
200 Meter: Vorläufe
- Armando Aldegalega
Marathon: 44. Platz
- Manuel de Oliveira
3000 Meter Hindernis: 4. Platz

### Reiten
- Joaquim Silva
Springreiten, Einzel: 5. Platz
- Henrique Callado
Springreiten, Einzel: 34. Platz

### Schießen
- José Manuel Carpinteiro
Schnellfeuerpistole: 45. Platz
- Manuel Correia da Costa
Kleinkaliber, liegend: 58. Platz
- Armando Marques
Trap: 18. Platz
- Guy de Valle Flor
Trap: 28. Platz

### Schwimmen
- Herlander Ribeiro
100 Meter Freistil: Vorläufe
- Vítor da Fonseca
200 Meter Schmetterling: Vorläufe
- António Basto
400 Meter Lagen: Vorläufe

### Segeln
- Hélder d’Oliveira
Finn-Dinghy: 19. Platz
- Duarte Manuel Bello
Star: 8. Platz
- Fernando Bello
Star: 8. Platz
- Joaquim Basto
Drachen: 16. Platz
- Carlos Ferreira
Drachen: 16. Platz
- Eduardo de Queiroz
Drachen: 16. Platz

### Turnen
- Esbela da Fonseca
Frauen, Einzelmehrkampf: 68. Platz
Frauen, Boden: 76. Platz in der Qualifikation
Frauen, Pferdsprung: 63. Platz in der Qualifikation
Frauen, Schwebebalken: 71. Platz in der Qualifikation
Frauen, Stufenbarren: 69. Platz in der Qualifikation